# The High Fructose Adventures of Annoying Orange
The High Fructose Adventures of Annoying Orange (titulada La Naranja Molesta en Hispanoamérica) es una serie de televisión estadounidense basada en los personajes de la serie popular de la web "Annoying Orange", creada por Dane Boedigheimer. El show fue creado para la televisión por Dane Boedigheimer y Sheppard Tom. Fue producida por la compañía de Dane Boedigheimer; Gagfilms, junto con la empresa de gestión The Collective. Una vista preliminar del show fue emitido el 28 de mayo de 2012 y el estreno oficial fue el 11 de junio de 2012. En Cartoon Network Latinoamérica se estrenó el 9 de septiembre de 2013. 
A pesar de las malas críticas, la serie fue un éxito en audiencia llegando a tener más de 3,56 millones de espectadores en su episodio final, estrenado el 17 de marzo de 2014 en Estados Unidos, siendo una de las series con Ratings más altos de Cartoon Network en la década de los 2010s, pero el canal se vio obligado a cancelar la serie, ya que fue acusada de plagio y perdieron el juicio, también Boedigheimer afirmó que una de las principales causas de la cancelación de la serie fue el cierre de su estudio, debido a que Collective Digital Studio cerró. La serie también contó con muchas estrellas invitadas muy conocidas como Mark Hamill, Slash, Kendall Jenner, Jim Parsons, Carly Rae Jepsen, Carlos Alazraqui, Jim Belushi, Matt Bomer, "Weird Al" Yankovic, Rainn Wilson, entre otros.

## Producción
Dane Boedigheimer confirmó que había comenzado a producir una serie de televisión basada en la famosa serie web "The Annoying Orange" en abril de 2010. Boedigheimer terminado de escribir el guion de los primeros seis episodios de la serie, en octubre de ese año. Cuando Boedigheimer comenzó a filmar el episodio piloto de la serie de televisión en febrero de 2011, discutió con Cartoon Network sobre transmitirse en la estación, que fue recogida el 18 de noviembre de ese año.
Estaba destinado que el show fuera una miniserie de 6 episodios, pero después se aumentaron a 15 episodios.
El show es producido por Boedigheimer, Conrad Vernon y Tom Sheppard, y coproducido ejecutivamente por Spencer Grove, Robert Jennings, Brueck Kevin y Massey Aaron. El show también es producido por Gary Binkow y Dan Weinstein. Entre las estrellas invitadas de la serie se incluyen Mark Hamill, Slash, Kendall Jenner, Jim Parsons, Carly Rae Jepsen, Carlos Alazraqui, Jim Belushi, Matt Bomer, "Weird Al" Yankovic, Rainn Wilson, entre otros.

## Sinopsis
La serie televisiva "La Naranja Molesta" sigue las aventuras de Naranja, la sensación de YouTube, junto a su banda de amigos (conformado por Pera, Pomelo, Pasión, Abuelo Limón, Manzana y Manzanita, ocasionalmente entre otros), con quienes vive en una tienda atendida por Neville (interpretado por Toby Turner), el único humano capaz de comunicarse con frutas.

## Personajes
- Naranja (Dane Boedihemer)
- Pera (Dane Boedihemer)
- Fruta Pasión (Justine Ezarik)
- Pomelo/Toronja
- Malvavisco
- Manzanita
- Nerville (Toby Turner)
- Abuelo Limón
- Manzana (Harland Williams)
- Coco (Tom Kenny)
- Melocotón
- Calabacín
- Brócoli Overlord
- Fresa (Kendall Jenner)

## Episodios
| Temporada | Temporada | Episodios | Emisión original (Fecha de EE. UU.) | Emisión original (Fecha de EE. UU.) | Emisión en Hispanoamérica | Emisión en Hispanoamérica                                 |
| Temporada | Temporada | Episodios | Estreno de temporada                | Final de temporada                  | Estreno de temporada      | Final de temporada                                        |
| --------- | --------- | --------- | ----------------------------------- | ----------------------------------- | ------------------------- | --------------------------------------------------------- |
|           | 1         | 30        | 28 de mayo de 2012                  | 28 de marzo de 2013                 | 9 de septiembre de 2013   | 31 de marzo de 2014                                       |
|           | 2         | 30        | 16 de mayo de 2013                  | 17 de marzo de 2014                 | 2 de junio de 2014        | 22 de diciembre de 2014 (LA) 26 de enero de 2015 (Brasil) |

## Reparto de doblaje[15]
Venezuela y  México (promos)
- Naranja: Josnel Ríos
- Pera: Jhonny Torres
- Manzanita: Héctor Indriago
- Malvavisco: Lileana Chacón
- Fruta Pasión: Melanie Henríquez
- Manzana: Héctor Indriago
- Pomelo/Toronja: Eder La Barrera
- Nerville: Rolman Bastidas
- Coco: Gherald de Fonseca
- Abuelo Limón: Armando Volcanes

## Recepción
Un adelanto de la serie fue emitido el 28 de mayo de 2012, y la serie se estrenó oficialmente el 11 de junio de 2012 como la transmisión en la televisión # 1 del día entre los niños de 6-11. En sus dos primeras semanas, el programa promedió casi 2,5 millones de espectadores. La serie fue un éxito en ratings, llegando a tener más de 3,56 millones de espectadores en su episodio final estrenado el 17 de marzo de 2014 en Estados Unidos, siendo una de las series con ratings más altos de Cartoon Network en la década de los 2010s. 
A pesar del éxito del show, The Annoying Orange recibió críticas mixtas y negativas. El show ha sido duramente criticado por algunos críticos como un ejemplo de la disminución de la calidad de la televisión en la reciente tendencia de las adaptaciones de programas transmitidos web, pero las críticas se centraron en los personajes de la serie, guiones, su uso de estrellas invitadas (celebridades) y los conceptos de episodios. 
Una revisión realizada por Lien Murakami de Common Sense Media, indicó a la serie que: "Los insultos y el humor grosero hará las delicias de los preadolescentes, no de los padres". Curt Wagner pensaba que el programa era "Tan desagradable como el título dice", quien también criticó los malos juegos de palabras.